# 塞爾焦·佩利西耶
塞爾焦·佩利西耶（義大利語：Sergio Pellissier，發音：[ˈsɛrdʒo pellisˈsje]；1979年4月12日—），是一名意大利職業足球員，現時效力意大利甲組足球聯賽球隊基爾禾。他亦是球隊的隊長。
柏利斯亞為拖連奴的青訓球員，曾為拖連奴一線隊上陣1次。效力2年後，他於1998年被外借至。2000年，他轉會至基爾禾。柏利斯亞曾被短暫外借至史帕爾2年，於2002年重返基爾禾一線隊的陣容後，他協助球隊奪得參加歐洲聯賽冠軍盃和歐足協歐霸盃的資格。
在國家隊方面，柏利斯亞曾代表意大利 U17上陣5次。2009年，他獲意大利國家足球隊徵召，並獲得上陣機會，攻入1球。

## 榮譽
基爾禾
- 意大利足球乙级联赛：2007-08賽季（英语：2007–08 Serie B）

## 外部連結
- 沙治奧·柏利斯亞於基爾禾官方網站上的資料（意大利文）